# Chucpe
Chucpe (hebrejsky, jidiš: חוצפה) je specifický druh drzosti či opovážlivosti, ať v negativním, nebo případně i pozitivním smyslu. Jedná se o výraz ještě silnější než nehoráznost. Slovo pochází z jazyka jidiš (jazyk Židů východní Evropy), kam se dostalo z hebrejštiny. Používáním ve společenském a politickém kontextu nabylo prostřednictvím filmu, literatury a televize širšího významu. Pojem byl do češtiny přejat přes němčinu (die Chuzpe), kolísá mezi středním a ženským rodem.
Ačkoli pojem chucpe původně označoval zápornou vlastnost, získal zejména v angličtině (kde je standardní pravopis chutzpah) i pozitivní konotace. Zatímco původní chucpe se používá rozhořčeně k popisu někoho, kdo překročil hranice přijímaného zdvořilého chování ze sobeckých důvodů, v angličtině výrazu chutzpah může být použito v obdivu k nekonformní, ale nebojácné sebejistotě.
Leo Rosten v knize Jidiš pro radost chucpe charakterizuje jako: „Zlost, otrlost, cynismus, nepochopitelná kuráž, dovolenost spojená s arogancí, prostě něco, co žádné slovo v žádném jazyce nemůže plně vyjádřit.“ (překlad Oty Ornesta, Jidiš pro radost, Academia, Praha 1998)
Chucpe se často ilustruje takto: „Mladík je souzen pro vraždu svých rodičů a žádá soud o shovívavost, protože je sirotek.“
Slovo se často používá k popisu chování bezskrupulózních politiků.

## Zmínky v populární kultuře

### Užití v češtině
V českém tisku bylo slovo chucpe používáno, často bez dalšího vysvětlení, již počátkem 20. století. V krásné literatuře jej lze nalézt u Karla Poláčka.

### Příklady užití v angličtině
- Kontroverzní právník Alan Dershowitz nazval svůj esejistický bestseller Chutzpah. Kniha Normana Finkelsteina, popírající Dershowitzovy teze o Izraeli, se jmenuje Beyond Chutzpah (dvojsmysl: „Více než chucpe“).
- Leo Stoller, Američan proslulý registrováním ochranných známek na běžná slova, tvrdil, že má práva i ke slovu chutzpah.
- Americký soudce Alex Kozinski a profesor práv Eugene Volokh popsali používání slova chucpe (mezi dalšími výrazy z jidiš) v rozsudcích amerických soudů ve článku pojmenovaném Lawsuit Shmawsuit (podle dalšího vyjadřovacího prostředku rozšířeného z jidiš do americké angličtiny), 103 Yale Law Journal 463 (1993) .

## Synonyma
Žádné synonymum nezachytí zvláštní rozpolcený smíšený význam tohoto slova v jidiš. Přibližná synonyma jsou:[zdroj?]
- smělost
- drzá nestoudnost
- neomalenost
- chladnokrevnost
- opovážlivost
- drzost
- přílišné sebevědomí, arogance
- drzost (am.) i hořkost
- arogance
- domýšlivost
- dotěrnost, nátlak i ostré lokty
- postoj
- cojones (vulg., ze špan.)
- chytrost, mít filipa
- břesknost, drzost, tvrdost v jednání
- nestydatost
- oraženost
- oprsklost
- ofouklost